# 格爾察河
格爾察河（烏克蘭語：Герца），是烏克蘭西部的河流，屬於普魯特河的右支流。該河發源自庫利基夫卡東南面，流經切爾尼夫齊州的切爾尼夫齊區，河道全長20公里，流域面積132平方公里。